# Émile Prisse d'Avesnes
Pour les articles homonymes, voir Prisse.
Émile Prisse d'Avesnes ou Prisse d'Avennes de son nom complet Achille-Constant-Théodore-Émile Prisse d'Avennes (né le 27 janvier 1807 à Avesnes-sur-Helpe dans le Nord, mort le 10 janvier 1879 à Paris) est un orientaliste, égyptologue, archéologue et journaliste français, fondateur de la Revue orientale et algérienne.
Il fut l'un des auteurs des premières études consacrées à l'art égyptien et l'un des fondateurs des études spécialisées dans ce domaine. Prisse a effectué de nombreuses identifications et inventaires sur des objets, des constructions, des scènes et inscriptions d’Égypte, rendant son travail précieux pour l'histoire de l’Égypte antique.
Ses illustrations en couleurs embellissent de nombreux ouvrages mais également les cartes postales ou T-shirts qui se vendent actuellement en Égypte.

## Biographie
Prisse est né le 27 janvier 1807 à Avesnes-sur-Helpe dans le Nord de la France. 
Il fait son entrée à l'École royale d'Arts et Métiers, aujourd'hui Arts et Métiers ParisTech de Châlons-sur-Marne (aujourd'hui Châlons-en-Champagne), en mai 1822 jusqu'en 1825. 
En 1826, à l'âge de 19 ans, il quitte la France pour combattre dans la guerre d'indépendance grecque. Par la suite, il visite l'Inde et se rend en Palestine où il s'intéresse aux sites sacrés, ce qui lui valut le titre de chevalier de l'ordre équestre du Saint-Sépulcre. Peu après, il se rend en Égypte où il occupe plusieurs fonctions au service de Méhémet Ali Pacha ; il apprend l'arabe et devient expert en hiéroglyphes.
En 1842, il fonde avec le docteur Henry Abbott une Association Littéraire du Caire, dont les membres se réunissent pour discuter de l'art et de l'histoire de l’Égypte, avec une librairie destinées aux chercheurs. 
En 1843, il arrache et vole[réf. nécessaire] à Karnak des bas-reliefs de la salle des ancêtres de Thoutmôsis III et le papyrus Prisse. Il contribue avec Champollion au déchiffrement de l'écriture égyptienne. 

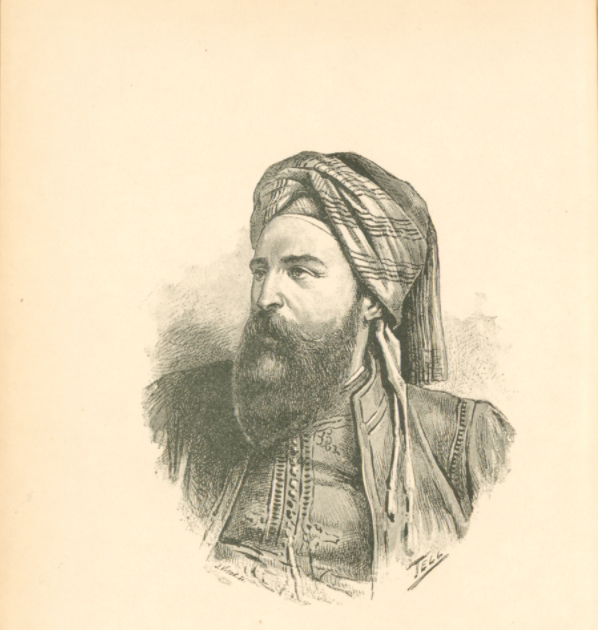
Emile Prisse d'Avennes en oriental (par Tell, dessinateur, v.1888), d'après une peinture à l'huile de 1872 de M. le comte de Mniszeh.

Grâce à ses nombreuses recherches et ses dons à la France, notamment les tables de Karnak qui sont actuellement exposées au Louvre, Prisse reçoit la Légion d'honneur. 
Il conduit une mission scientifique commandée par Napoléon III de 1858 à 1860 en Égypte. Refusant de partir sans photographe, il est accompagné du jeune photographe Édouard Jarrot et d'un de ses lointains parents, le peintre néerlandais Willem de Famars Testas. En 1860, Prisse rapporte en France trois cents dessins reproduisant des peintures et des reliefs issus de divers monuments, quatre cents mètres de moulages au papier, cent cinquante photographies de détails architecturaux et ornementaux, des croquis, des notes et des objets antiques notamment vingt-neuf crânes de momies dont il fait don au Louvre.
Prisse a également réalisé une aquarelle du sarcophage du roi Mykérinos, qui constitue une trace unique de cet objet perdu dans le golfe de Gascogne lors de son transport par bateau par les Britanniques.
En 1897, la rue Prisse-D'Avennes dans le 14e arrondissement de Paris prend son nom en hommage.

## Œuvres
Ses ouvrages les plus importants sont :
- 1842 - Monuments égyptiens, bas-reliefs, peintures, inscriptions, etc., Paris (disponible sur le site de la New-York Public Library) ;
- 1847 - Monuments égyptiens ;
- 1868-1877 - Histoire de l'art égyptien d'après les monuments depuis les temps les plus reculés jusqu'à la domination romaine, Paris, atlas en deux volumes renfermant 160 planches en chromolithographie, et un volume de texte, (disponible sur la BNF) ;
- 1869-1877 - L'art arabe d'après les monuments du Kaire, depuis le VIIe siècle jusqu'à la fin du XVIIe siècle, Paris, atlas en deux volumes renfermant deux cents planches, grand in-folio en chromolithographie et un volume de texte orné de nombreuses vignettes (disponible sur le site de la New-York Public Library).

Parmi ses autres ouvrages, on compte :
- 1834 - Coup d'œil sur la situation de l'Égypte en décembre 1831 ;
- 1834 - Voyage au lac et à la ville Menzaleh, l'ancienne Panephysis ;

À diverses dates, Lettres sur l'Archéologie et la Philologie égyptiennes, adressées à la Revue Archéologique et à M. Champollion-Figeac ;
- 1845 - Notice sur la Salle des Ancêtres de Thoutmès III, au temple de Karnak ;
- 1845 - Recherches sur les Légendes Royales et l'époque du règne de Schaï ou Scheraï ;
- 1846 - Notice sur le Musée du Kaire et sur les collections d'antiquités égyptiennes de MM. Abbott, Clot-Bey et Harris ;
- 1847 - Notice sur les Antiquités égyptiennes du Musée Britannique (British Muséum) ;
- 1847 - L'album oriental : caractères, costumes et usages des habitants de la vallée du Nil, de la Nubie, de l'Abyssinie et des côtes de la mer Rouge ;
- 1847 - Fac-similé d'un papyrus égyptien, en caractères hiératiques, trouvé dans la nécropole de Thèbes, près du tombeau d'Énintef, dans la partie appelée Drag Abou-Nagga ;
- 1847 - Mémoire sur les dynasties égyptiennes ;
- 1849 - Fac-similé de papyrus égyptiens. Choix de manuscrits Hiératiques, Démotiques et Grecs, (publication inachevée) ;
- 1852-1854 - Revue Orientale et Algérienne, 5 volumes ;
- 1852 - Miroir de l'Orient ou tableau historique des croyances, mœurs, usages, sciences et arts de l'Orient musulman et chrétien, (publication inachevée) ;
- 1852 - Des chevaux égyptiens; race ancienne et moderne ;
- 1852 - Notice descriptive de l'ouvrage du Général Daumas : Les chevaux du Sahara ;
- 1852 - Du café, histoire, culture et commerce ;
- 1852 - Les Wahhâbi et la réformation musulmane ;
- 1852 - Tribus nomades de l'Égypte, les Ababdeh ;
- 1853 - Du dromadaire, comme bête de somme et comme animal de guerre, description et critique de l'ouvrage du Général J. L. Carbuccia ;
- 1853 - Des marbres de France et de l'Algérie, comparés aux marbres étrangers, anciens et modernes ;
- 1854 - Histoire des armes chez les anciens Égyptiens, (publication inachevée) ;
- 1854 - Des diverses races chevalines de l'Orient ;
- 1858 - Notice sur les Papyrus récemment découverts ;
- 1860 - Considérations générales sur notre commerce avec l'Égypte et les contrées adjacentes ;
- 1870 - De la création d'un Comité oriental au Ministère des affaires étrangères ;